# Lijst van opperrabbijnen van Groningen
Dit is een lijst van opperrabbijnen van het synagogaal resort Groningen.
Izaak Josef Cohen was vanaf ca. 1730 de eerste rabbijn in Groningen. Zijn opvolger Levie Hartog Geloga was de eerste die de titel opperrabbijn droeg.
| Ambtsperiode | Naam opperrabbijn        | Bijzonderheden                            |
| ------------ | ------------------------ | ----------------------------------------- |
| 1790 - 1798  | Levie Hartog Geloga      |                                           |
| 1800 - 1801  | Isaac Lemming            |                                           |
| 1802 - 1808  | Samuel Berenstein        |                                           |
| 1811 - 1821  | Abraham Izaaks Deen      | Vanaf 1813 ook opperrabbijn van Friesland |
| 1824 - 1848  | Salomon Rosenbach        | 1821-1823 dajan (hulprabbijn)             |
| 1848 - 1851  | Baruch Bendit Dusnus     | a.i., was opperrabbijn in Leeuwarden      |
| 1852 - 1861  | Jacob Moses Rosenberg    |                                           |
| 1862 - 1888  | Jeremias Samuel Hillesum | a.i., was rabbijn in Meppel               |
| 1888 - 1903  | Abraham van Loen         |                                           |
| 1904 - 1918  | Eliazer Hamburg          |                                           |
| 1919 - 1926  | Abraham Asscher          |                                           |
| 1927 - 1929  | Bernard Davids           |                                           |
| 1932 - 1943  | Simon Dasberg            |                                           |
| 1949 - 1952  | Aäron Prins              |                                           |